# Mississippi Hill Country Blues
Mississipi Hill Country Blues består av 19 låtar som arrangerats av R. L. Burnside, som spelar gitarr och sjunger. Red Ramsey spelar munspel på 13. 1-12 och 16-19 är inspelade av Leo Bruin (Gronningen, Nederländerna). 1-7 och 11-12 är inspelade i oktober 1982 och 8-10 är inspelade 5-6 mars 1980. 13-15 är inspelade av George Mitchell nära Coldwater, Mississippi 1967. Första gången utgiven 1984 som Swingmaster 2201.

## Låtlista
1. "Miss Maybelle" - 2:14
2. "House up on the hill" - 2:40
3. "Gone so long" - 3:14
4. "Skinny woman" - 2:20
5. "See what my buddy done" - 2:55
6. "Don't care how long you're gone - 2:16
7. "Lost without your love" - 3:10
8. "Shake 'em on down" - 2:44
9. "Bad luck and trouble" - 3:33
10. "Just like a woman" - 2:40
11. "Greyhound bus station" - 3:38
12. "Crying won't make me stay" - 2:55
13. "Rolling and tumbling" - 2:35
14. "Melow peaches" - 2:52
15. "I believe" - 2:20
16. "Poor boy" - 2:52
17. "Poor black Mattie" - 2:46
18. "Jumper on the linde" - 2:40
19. "Long haired Doney" - 4:20